# Peacekeeping Monument
El Peacekeeping Monument es un monumento en Ottawa, Ontario, capital de Canadá, conmemorando el papel de Canadá en el mantenimiento de la paz internacional y de los soldados que han participado y actualmente están participando en esas actividades, tanto vivos como muertos.
Se encuentra entre la calle St. Patrick y la calle Murray, en el centro de la intersección donde se encuentran la avenida Mackenzie y Sussex Drive; esto lo sitúa justo al sur de la Galería Nacional de Canadá y al norte de la Embajada de Estados Unidos y del parque Major's Hill. Fue completado en el año 1992.